# Darren Hill (cầu thủ bóng đá)
Darren Hill (sinh ngày 3 tháng 12 năm 1981) là một cầu thủ bóng đá người Scotland thi đấu ở vị trí thủ môn cho Arbroath. Hill trước đó từng thi đấu cho Falkirk, East Stirlingshire, Hamilton Academical và Linlithgow Rose, cũng như hai mùa cùng với Forfar Athletic.

## Sự nghiệp
Hill từng thi đấu cho Falkirk, East Stirlingshire, Arbroath, Forfar Athletic và Hamilton Academical. Anh rời Hamilton do thỏa thuận đôi bên vào tháng 12 năm 2015. Vào tháng 12 năm 2015, Hill trở thành bản hợp đồng đầu tiên của huấn luyện viên mới tại Forfar Gary Bollan, trở lại Station Park với bản hợp đồng 18 tháng sau khi cựu thủ môn Robert Douglas rời khỏi câu lạc bộ. Sau 6 tháng với Forfar, Hill ký hợp đồng cho đội bóng tại SJFA East Superleague Linlithgow Rose.